# Martínkovice
Martínkovice är en ort i Tjeckien. Den ligger i den nordöstra delen av landet, 140 km öster om huvudstaden Prag. Martínkovice ligger 386 meter över havet och antalet invånare är 547.
Terrängen runt Martínkovice är kuperad västerut, men österut är den platt. Martínkovice ligger nere i en dal.Runt Martínkovice är det ganska tätbefolkat, med 60 invånare per kvadratkilometer. Närmaste större samhälle är Broumov, 4,3 km norr om Martínkovice. I omgivningarna runt Martínkovice växer i huvudsak blandskog.